# Сич Олег Петрович
Оле́г Петро́вич Сич (31 березня 1963, Тетіїв, Київська область) — відомий український гандбольний тренер. Найбільш відомий як тренер «Портовика».

## Біографія
Закінчив Київський державний інститут фізичної культури, грав за команду інституту.
Ігрову кар'єру завершив практично не розпочавши, оскільки зазнав важкої травми плеча в одній із ігор за команду інституту на другому курсі. Через деякий час увійшов до створеної при інституті науково-комплексної бригади для всебічного вивчення та впровадження наукових методик у радянському гандболі. Колектив був прикріплений до жіночого гандбольного клубу «Спартак». Робота в «Спартаку» в тісному контакті зі славетним Ігорем Турчином, за визнанням Сича, дала йому поштовх до подальшого вибору професії та серйозного професійного зростання.
Після закінчення інституту за розподілом потрапив у Бровари як тренер, проте за сімейними обставинами мусив переїхати до Одеси, де розпочав тренерську практику у стінах ДЮСШ № 8. А невдовзі, 1986 року, перебрався до Южного, де розпочав тренерську діяльність у гандбольному клубі при Морському торговому порті з командою дівчаток. У 1994 році разом з Іллею Богдановим та за всебічної підтримки керівництва МТП створив команду майстрів першої ліги, яка складалася із 17—18-річних учнів ДЮСШ.
Влітку 2004 року очолив «Портовик» як головний тренер і керував ним аж до 2021 року, коли команда через фінансові проблеми припинила виступи у чемпіонаті України. За час роботи Сича на посту керманича южненський клуб вперше у своїй історії став чемпіоном України та дебютував у Лізі чемпіонів.
У 2006 році виграв з командою чемпіонат України, за що за опитуванням спортивних журналістів Одеси Сича визнали найкращим тренером року Одеської області.

## Досягнення на посаді головного тренера «Портовика»
- Чемпіонат України
  -  Чемпіон (1) : 2006
  -  Срібний призер (7) : 2001, 2003, 2005, 2007, 2008, 2010, 2014
  -  Бронзовий призер (5) : 2002, 2004, 2009, 2011, 2013
- Кубок України
  -  Фіналіст (1): 2013
  -  Бронзовий призер (1) : 2014